# Sunstate Airlines
Sunstate Airlines Pty. Ltd. ist eine australische Regionalfluggesellschaft mit Sitz in Brisbane und Basis auf dem Flughafen Brisbane. Sie ist eine Tochtergesellschaft der Qantas Airways und fliegt unter der Marke QantasLink.

## Geschichte
Der Ursprung der Gesellschaft geht auf das Jahr 1975 zurück, als Noosa Air im Dezember den Flugbetrieb zwischen Maryborough und Brisbane mit einer Britten-Norman BN-2 Islander begann. Bevan Whitaker, Geschäftsmann aus Maryborough und Besitzer der Muttergesellschaft Whitaker Pty. Ltd. gründete im Dezember eine zweite Fluggesellschaft namens Sunstate, welche die von Trans Australia Airlines (TAA) aufgegebenen Routen innerhalb Queensland übernahm. Im Jahr 1983 wurden Noosa Air und Sunstate miteinander verschmolzen und unter dem Namen Sunstate weitergeführt. Im Jahr 1986 wurde Sunstate Teilhaber der Murray Valley Airlines (MVA), eine im Jahr 1975 gegründete Fluggesellschaft aus Mildura. Nach der durch finanzielle Probleme erfolgten Aufgabe des Flugbetriebes von Murray im Oktober 1986 übernahm Sunstate das Streckennetz sowie den Maschinenpark unter dem Namen Sunstate Airlines (Mildura). Die Gesellschaft betrieb nun zwei unabhängige Streckennetze. Im Jahr 1987 übernahm Sunstate das Streckennetz der finanziell angeschlagenen Air Queensland.
Im Jahr 1989 erwarb Australian Airlines, Nachfolger der TAA und ehemaliger Besitzer der liquidierten Air Queensland, 25 % der Anteile an Sunstate. Zwischenzeitlich hatte Sunstate Airlines (Mildura) einen fünfjährigen Vertrag für Ambulanzflüge mit Ambulance Service of Victoria geschlossen. Im Jahr 1990 erhielt Australian Airlines die Mehrheit an Sunstate Airlines und Sunstate Airlines (Mildura). Der Betrieb von Mildura wurde ab 1. Januar 1992 unter dem Namen Southern Australia Airlines weitergeführt. Am 1. Oktober 1993 übernahm Sunstate die Australian Regional Airlines mit ihrer Flotte und dem Flugnetz.
Nachdem Australian Airlines am 30. Oktober 1993 von Qantas Airways übernommen wurde, änderten sowohl Southern Australia als auch Sunstate ihren IATA-Code in „QF“ von der Muttergesellschaft. Im Jahr 1994 wurde der Vertrag von Southern Australia für Ambulanzflüge für weitere fünf Jahre verlängert.
Im Jahr 2001 gingen Sunstate und Southern Australia unter das Dach der Handelsmarke der Qantas für Regionalflüge QantasLink und verloren damit den größten Teil ihrer Unabhängigkeit. Der Name Southern Australia verschwand nach der Vereinigung mit Eastern Australia Airlines, übrig blieb der Name von Eastern.

## Flugziele
Sunstate Airlines fliegt von ihren drei Drehkreuzen unter der Marke QantasLink nationale Ziele innerhalb Australiens an.

## Flotte

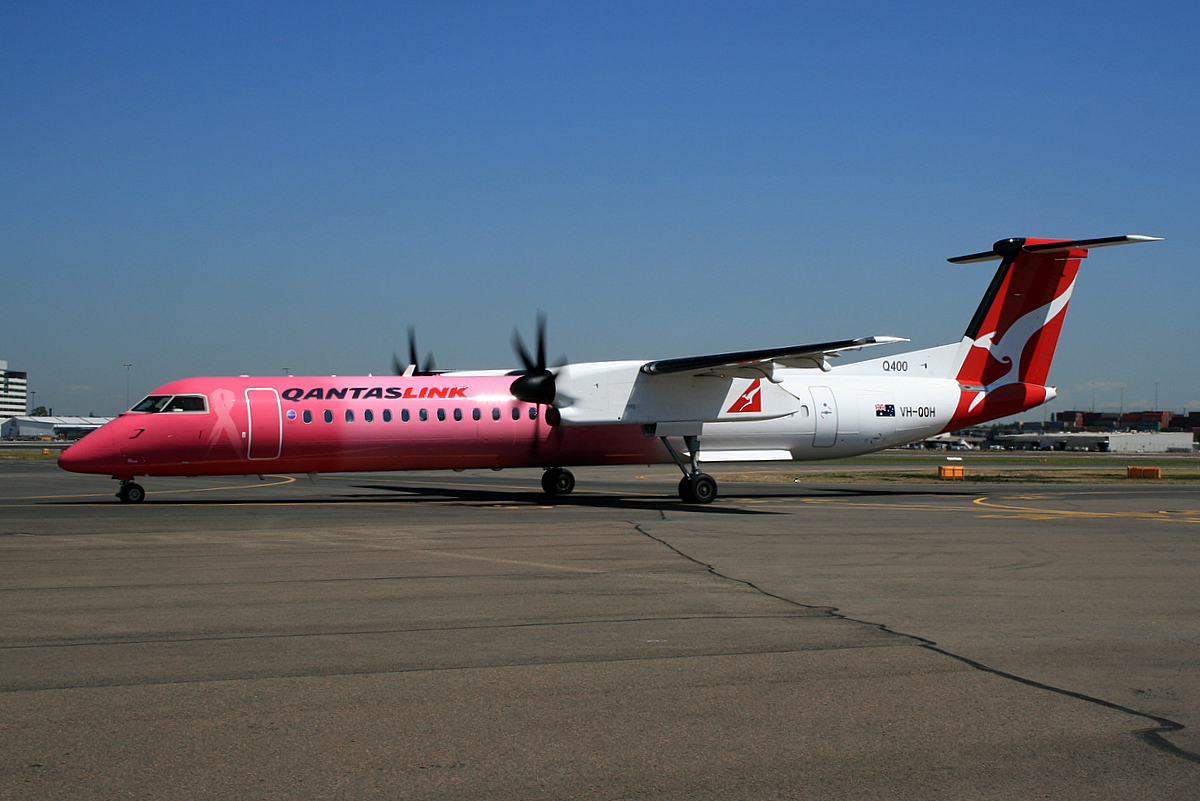
De Havilland DHC-8-400 in einer Sonderbemalung zur Stärkung des Bewusstseins für Brustkrebs

### Aktuelle Flotte
Mit Stand April 2025 besteht die Flotte der Sunstate Airlines aus 34 Flugzeugen mit einem Durchschnittsalter von 15,5 Jahren:
| Flugzeugtyp            | Anzahl | bestellt | Anmerkungen                            | Sitzplätze | Durchschnittsalter |
| ---------------------- | ------ | -------- | -------------------------------------- | ---------- | ------------------ |
| De Havilland DHC-8-400 | 34     | 11       | betrieben für QantasLink; eine inaktiv | 74         | 15,5 Jahre         |
| Gesamt                 | 34     | 11       |                                        |            | 15,5 Jahre         |

### Ehemalige Flugzeugtypen
- De Havilland DHC-8-100
- De Havilland DHC-8-200
- De Havilland DHC-8-300